# La Française des Jeux (wielerploeg)/2007
Deze pagina geeft een overzicht van de wielerploeg La Française des Jeux in 2007.
| Naam                 | Geboortedatum | Nationaliteit | Ploeg 2006 |
| -------------------- | ------------- | ------------- | ---------- |
| Ludovic Auger        | 17-02-1971    | Frankrijk     |            |
| Sandy Casar          | 02-02-1979    | Frankrijk     |            |
| Carlos Da Cruz       | 20-12-1974    | Frankrijk     |            |
| Mickaël Delage       | 06-08-1985    | Frankrijk     |            |
| Christophe Detilloux | 03-05-1974    | België        |            |
| Rémy Di Gregorio     | 31-07-1985    | Frankrijk     |            |
| Arnaud Gérard        | 10-06-1984    | Frankrijk     |            |
| Philippe Gilbert     | 05-07-1982    | België        |            |
| Tim Gudsell          | 17-02-1984    | Nieuw-Zeeland | beloften   |
| Frédéric Guesdon     | 14-10-1971    | Frankrijk     |            |
| Lilian Jégou         | 20-01-1976    | Frankrijk     |            |
| Sébastien Joly       | 25-06-1979    | Frankrijk     |            |
| Matthieu Ladagnous   | 12-12-1984    | Frankrijk     |            |
| Johan Lindgren       | 13-08-1986    | Zweden        | beloften   |
| Thomas Lövkvist      | 04-04-1984    | Zweden        |            |
| Thierry Marichal     | 13-06-1973    | België        | Cofidis    |
| Bradley McGee        | 24-02-1976    | Australië     |            |
| Ian McLeod           | 03-10-1980    | Zuid-Afrika   |            |
| Christophe Mengin    | 03-09-1968    | Frankrijk     |            |
| Cyrille Monnerais    | 24-08-1983    | Frankrijk     |            |
| Francis Mourey       | 08-12-1980    | Frankrijk     |            |
| Fabien Patanchon     | 14-06-1983    | Frankrijk     | espoirs    |
| Jérémy Roy           | 22-06-1983    | Frankrijk     |            |
| Benoît Vaugrenard    | 05-01-1982    | Frankrijk     |            |
| Jussi Veikkanen      | 29-03-1981    | Finland       |            |

1997 · 1998 · 1999 · 2000 · 2001 · 2002 · 2003 · 2004 · 2005 · 2006 · 2007 · 2008 · 2009 · 2010 · 2011 · 2012 · 2013 · 2014 · 2015 · 2016 · 2017 · 2018 · 2019 · 2020 · 2021 · 2022 · 2023 · 2024 · 2025
AG2R-La Mondiale · Astana · Bouygues Télécom · Caisse d'Epargne · Cofidis, Le Crédit par Téléphone · Crédit Agricole · Team CSC · Discovery Channel Pro Cycling Team · Euskaltel-Euskadi · La Française des Jeux · Team Gerolsteiner · Lampre - Fondital · Liquigas - Bianchi · Predictor-Lotto · Quick·Step - Innergetic · Rabobank · Saunier Duval - Prodir · Team Milram · T-Mobile Team · Unibet.com